# Giacomo Rosso
Giacomo Rosso (Valmala, 25 giugno 1885 – Cuneo, 12 settembre 1957) è stato un vescovo cattolico italiano.

## Biografia
Nacque a Valmala (diocesi di Saluzzo e provincia di Cuneo) il 25 giugno 1885.
Venne ordinato sacerdote il 19 dicembre 1908 a Saluzzo, dapprima vicario parrocchiale del duomo di Saluzzo e poco dopo parroco di Dronero (1914). Partì prima di completare gli studi in teologia per il servizio militare del quale parlò come "uno dei periodi più belli della mia vita!". Durante la grande guerra parte tenente Cappellano per il fronte sul Carnico insieme al fratello, arruolato anch'egli nel Genio; tornerà nella sua parrocchia il 4 novembre 1918. Nella sua parrocchia svolse un'attività da "Pastor Bonus", come veniva chiamato, promuovendo attività pastorali di ogni genere per riavvicinare la gente "ai Sacramenti e alla Chiesa". Nel 1934 papa Pio XI lo scelse per succedere a Quirico Travaini, defunto vescovo di Cuneo. Venne consacrato il 3 febbraio 1935 da Giovanni Oberti, Sch.P., vescovo di Saluzzo, coadiuvato da Santino Margaria, vescovo di Civita Castellana, Orte e Gallese, e da Matteo Pellegrino, vescovo di Bobbio, prendendo possesso della diocesi il 10 marzo. Anche nella diocesi svolse un grandioso servizio per ampliare e rinforzare il seminario, creò ben dieci nuove parrocchie e compì un gran numero di visite pastorali. Salì a tutti i santuari diocesani del cuneese posti in montagna e per festeggiare la fine della Seconda Guerra Mondiale e ringraziare l'Altissimo salì fin sulla Bisalta. Dopo ventidue anni di episcopato, malato, decise di rinunciare al governo diocesano e il 6 gennaio 1957 fu nominato vescovo titolare di Mindo. Gli succedette l'arcivescovo Guido Tonetti. Morì per un'emorragia cerebrale 12 settembre 1957, giorno di San Guido, onomastico del suo successore.

## Genealogia episcopale e successione apostolica
La genealogia episcopale è:
- Cardinale Scipione Rebiba
- Cardinale Giulio Antonio Santori
- Cardinale Girolamo Bernerio, O.P.
- Arcivescovo Galeazzo Sanvitale
- Cardinale Ludovico Ludovisi
- Cardinale Luigi Caetani
- Cardinale Ulderico Carpegna
- Cardinale Paluzzo Paluzzi Altieri degli Albertoni
- Papa Benedetto XIII
- Papa Benedetto XIV
- Papa Clemente XIII
- Cardinale Marcantonio Colonna
- Cardinale Giacinto Sigismondo Gerdil, B.
- Cardinale Giulio Maria della Somaglia
- Cardinale Luigi Lambruschini, B.
- Papa Leone XIII
- Vescovo Giovanni Oberti, Sch. P.
- Vescovo Giacomo Rosso

La successione apostolica è:
- Vescovo Secondo Bologna (1940)